# Marc de Savoie
Le Marc de Savoie ou « Eau de vie de Marc de Savoie » ou « gnôle » ou encore « Eau de vie de vin de Savoie » est une eau-de-vie d'appellation d'origine contrôlée (décret du 27 octobre 1967).

## Caractéristiques
- Le Marc de Savoie est réalisé à partir des raisins rouges (gamay, pinot noir, mondeuse) de Savoie, de Haute-Savoie et d'Isère. Celui-ci ne subit pas de vieillissement et est conservé dans des fûts de chêne. Il est traditionnellement fabriqué avec les restes du raisin pressé destiné à la réalisation du vin, appelé le tourteau ou gâteau, c'est-à-dire les peaux et les matières sèches, ainsi que les lies qui sont mises à fermenter avec de l'eau afin que les levures naturellement présentes dégradent les sucres en alcool. Le mélange est alors distillé afin de recueillir l'alcool.
- Couleur : translucide ou légèrement teinté.
- Degré d'alcool : 40 ° minimum